# Nhật ký trong tù

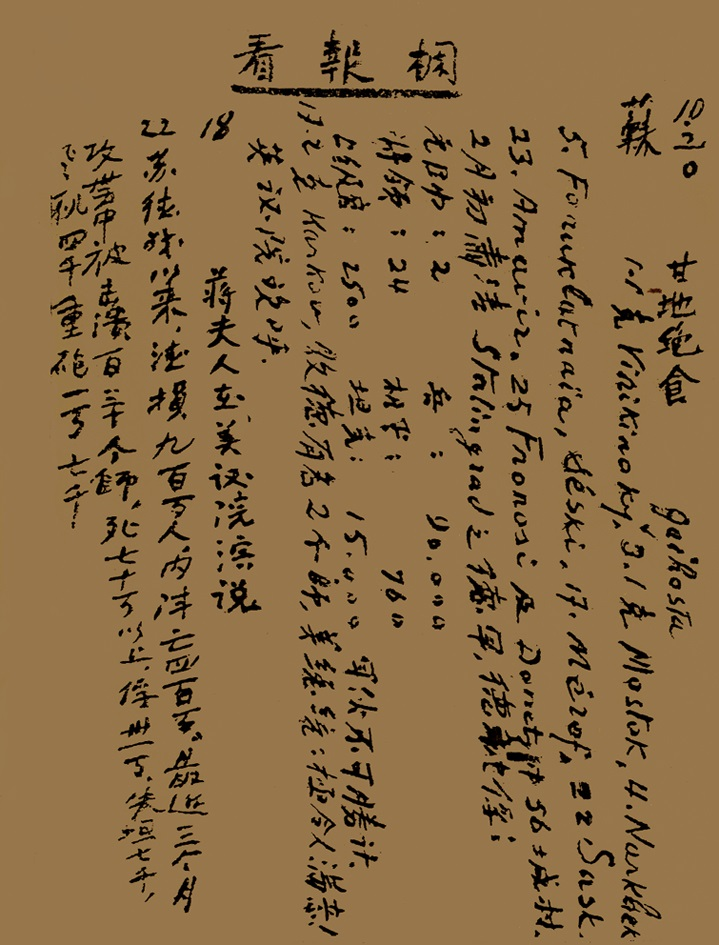
Tờ đầu mục đọc báo (Khán báo lan).

Nhật ký trong tù (nguyên văn chữ Hán: 獄中日記; Hán-Việt: Ngục trung nhật ký) là tập thơ chữ Hán gồm 134 bài theo thể Đường luật do Hồ Chí Minh sáng tác trong thời gian bị chính quyền Tưởng Giới Thạch bắt giam ở Quảng Tây, Trung Quốc, từ ngày 29 tháng 8 năm 1942 đến ngày 10 tháng 9 năm 1943. Ngoài ra, phần cuối văn bản là bút ký đọc sách và bút ký đọc báo ghi chép tóm tắt những thông tin quan trọng về chính trị, quân sự, văn hóa quốc tế và Việt Nam đương thời.

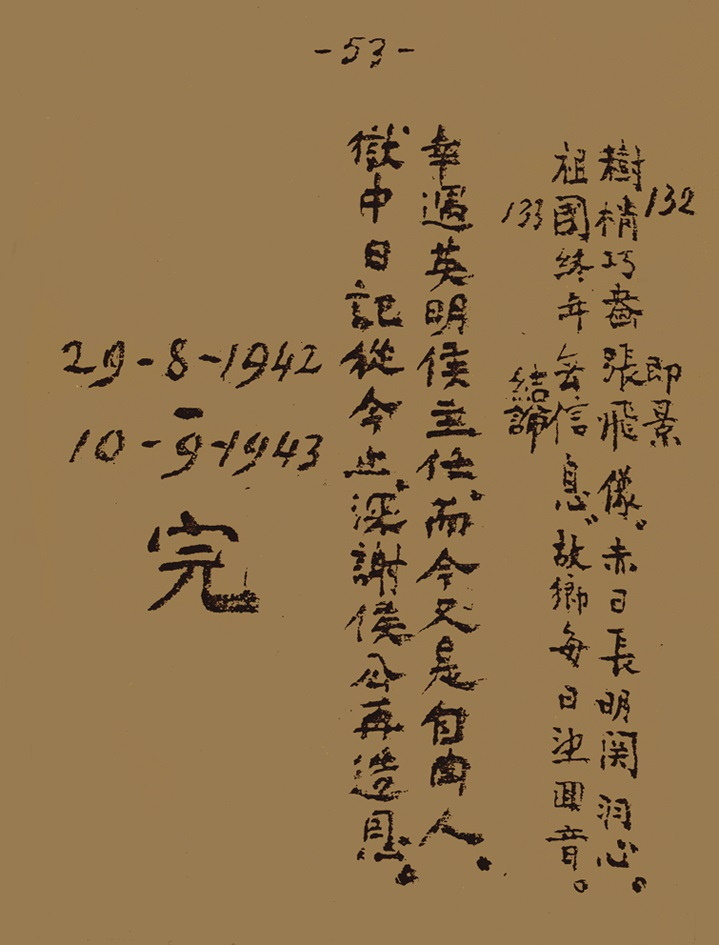
Tờ 53 chép 2 bài thơ cuối kèm cặp số biểu thị ngày tháng năm là 29/8/1942 - 10/9/1943 bên trên chữ "Hoàn".

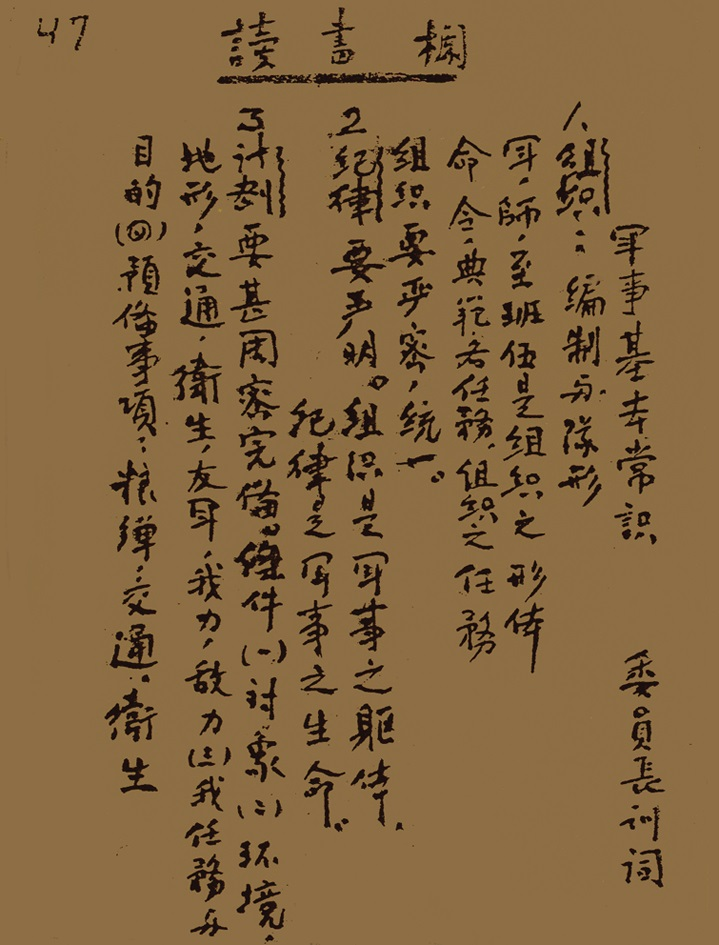
Tờ đầu mục đọc sách (độc thư lan).

Nhật ký trong tù không chỉ ghi những cảnh sinh hoạt trong tù, mà còn có ý nghĩa tố cáo chế độ nhà tù khắc nghiệt của chính quyền Tưởng Giới Thạch. Để tránh rắc rối với chính quyền Tưởng Giới Thạch, ở bìa đầu cuốn sổ, Hồ Chí Minh đã cẩn thận viết chệch thời gian sáng tác đi 10 năm: "29/8/1932 – 10/9/1933"; nhưng đến cuối tập thơ, trang 53, trên chữ "hoàn" (hết), Hồ Chí Minh đã dùng cùng một thứ chữ để ghi lại thời gian sáng tác chính xác: "29/8/1942 – 10/9/1943".
Từ năm 1960, tác phẩm này được dịch ra tiếng Việt, được nhiều người đánh giá là một thể hiện khác của con người Hồ Chí Minh qua cách nhìn là một nhà thơ. Đến nay đã được xuất bản nhiều lần, dưới nhiều hình thức khác nhau, được dịch và giới thiệu ở nhiều nước trên thế giới, nhiều lần được thể hiện bằng thư pháp chữ Việt, Hán, Triều Tiên, Nhật Bản... Ngày 1 tháng 10 năm 2012, Thủ tướng Chính phủ nước Cộng hòa xã hội chủ nghĩa Việt Nam đã ra quyết định công nhận bảo vật quốc gia cho tác phẩm "Ngục trung Nhật ký".

## Hoàn cảnh ra đời
Giữa tháng 8 năm 1942, dưới danh nghĩa là đại biểu của Việt Nam Độc lập Đồng minh Hội và Quốc tế phản xâm lược Việt Nam phân hội, Nguyễn Ái Quốc từ Pác Bó sang Trùng Khánh, Trung Quốc để kêu gọi sự ủng hộ của các nước Khối Đồng Minh đối với Mặt trận Việt Minh trong công cuộc đánh đuổi Pháp và Nhật. Khi đi, Nguyễn Ái Quốc mang theo tấm danh thiếp, ở giữa in tên Hồ Chí Minh, một bên in "Tân Văn ký giả", một bên in "Việt Nam – Hoa kiều". Tên gọi Hồ Chí Minh chính thức được sử dụng từ đây.
Ngày 27 tháng 8, trên đường từ Ba Mông, huyện Tĩnh Tây tới huyện lỵ Bình Mã (nay là Điền Đông) để bắt xe đi Trùng Khánh, Hồ Chí Minh bị chính quyền địa phương bắt ở thị trấn Túc Vinh, huyện Thiên Bảo (nay là Đức Bảo) vì bị tình nghi là gián điệp. Từ đây, Hồ Chí Minh đã trải qua hành trình gian nan "Quảng Tây giải khắp mười ba huyện/Mười tám nhà lao đã ở qua". Chính trong bối cảnh này, tập thơ Nhật ký trong tù đã ra đời.
Người dẫn đường cho Hồ Chí Minh trong chuyến đi này là Dương Đào, nhân vật trong bài thơ số 116 "Dương Đào ốm nặng", một thanh niên người dân tộc Choang ở Tĩnh Tây, Quảng Tây cũng bị bắt và giải đi nhiều nơi. Sau khi Hồ Chí Minh được trả tự do ít lâu, Dương Đào cũng được ra tù nhưng chưa kịp về quê nhà thì chết tại Liễu Châu do bị lao lực vì tù đày. Dịp Quốc khánh Việt Nam năm 1963, Hồ Chí Minh đã mời những người có công giúp đỡ cách mạng Việt Nam ở hai huyện Tĩnh Tây và Nà Phạ sang thăm Việt Nam, trong đó có em ruột Dương Đào là Dương Thắng Cường. Khi đoàn về nước, Hồ Chí Minh đã gửi lụa biếu bà Dương Đào.

## Hình thức
"Nhật ký trong tù" là một cuốn sổ tay nhỏ, kích thước 12,5 cm x 9,5 cm, gồm 64 tờ viết trên một mặt bằng mực Tàu, chủ yếu theo hàng dọc từ trên xuống, từ phải sang trái và 18 tờ để trắng.
Bìa trước ghi bốn chữ Hán "Ngục trung nhật ký" tức "Nhật ký trong tù" kèm theo cặp số biểu thị ngày tháng năm là 29/8/1932 và 10/9/1933; bốn câu đề từ "Thân thể ở trong lao/Tinh thần ở ngoài lao/Muốn nên sự nghiệp lớn/Tinh thần càng phải cao" và một hình vẽ hai tay bị xiềng, bàn tay đang nắm chặt.
Từ tờ thứ nhất đến tờ 46 chép 131 bài thơ, đánh số theo thứ tự từ nhỏ đến lớn, trong đó bài số 100 "Liễu Châu ngục" chỉ có tên bài mà không có nội dung thơ. Từ tờ 47 đến tờ 52 là mục đọc sách (độc thư lan). Tờ 53 chép 2 bài thơ cuối kèm theo cặp số biểu thị ngày tháng năm 29/8/1942 và 10/9/1943 cùng với chữ "Hoàn", nghĩa là "Hết". Từ tờ 62 đến 71 là mục đọc báo (khán báo lan).

## Số bài
Trong bản gốc bút tích Ngục trung nhật ký, tác giả không đánh số thứ tự và không đặt tên bài cho bốn câu "đề từ" (Thân thể ở trong lao/Tinh thần ở ngoài lao/Muốn nên sự nghiệp lớn/Tinh thần càng phải cao - Nam Trân dịch). Hồ Chí Minh chỉ đánh số thứ tự bắt đầu từ bài số 1 là bài Khai quyển (Mở đầu tập nhật ký) cho đến bài cuối cùng số 133 là bài Kết luận (nằm tại trang 53 của tập thơ). Tổng cộng 133 bài.
Một số cuốn sách có tác dụng tra cứu quan trọng thì lại có sơ suất như cuốn: "Suy nghĩ mới về Nhật ký trong tù" Nhà xuất bản Giáo dục; Tuyển tập văn học, tập 3, Nhà xuất bản Văn học 1995; Hồ Chí Minh toàn tập, tập 3, Nhà xuất bản Chính trị Quốc gia năm 2000… đều đánh số thứ tự các bài thơ không như tác giả, mà đánh số thứ tự tính từ ngoài bìa, vì vậy bài Khai quyển trở thành bài số 2. Các bài khác do vậy cứ đẩy lên một số, dẫn đến có cuốn có 134 bài.

## Đánh giá
Tập thơ "Nhật ký trong tù" đã được một số nhà phê bình đánh giá. Theo BBC, không chỉ các tác giả Việt Nam và phương Tây mà ngay chính các nhân vật của Trung Quốc – quê hương của thơ chữ Hán – như Quách Mạt Nhược, Viên Ưng, Hoàng Tranh đều ca ngợi tập thơ này.
Xuân Diệu có viết: "Thơ Nhật ký trong tù theo ý tôi, rất dễ và rất khó. Dễ là dễ hiểu, giản dị, gần gũi với mọi người, các bài có cơ sở đầu tiên ở thực tế dễ thông cảm. Nhưng nếu chưa nâng tâm trí mình lên đúng mức thì chưa thấy hết các tinh tuý ở bên trong thơ, cho nên nói là rất khó... Người xưa nói: "Đối diện đàm tâm" nghĩa là mặt nhìn mặt miệng không nói mà hai tâm hồn trò chuyện, như vậy là tinh vi lắm, là cái thứ im lặng rất cao đàm tâm được với nhau... Cái hay vô song của tập thơ là chất người cộng sản Hồ Chí Minh, được đào tạo trong lò hun đúc của Lênin mà vẫn mang cái tinh anh của Nguyễn Trãi, Văn Thiên Tường..."

## Một số bài thơ trích từ "Nhật ký trong tù"

Tờ gốc chép bài Thế lộ nan.

| Thế lộ nan | | |
| 世路難 走遍高山與峻岩， 那知平路更難堪。 高山遇虎終無恙， 平路逢人卻被監。 余原代表越南民， 擬到中華見要人。 無奈風波平地起， 送余入獄作嘉賓。 忠誠我本無心疚， 卻被嫌疑做漢奸。 處世原來非易易， 而今處世更難難。 | Thế lộ nan (phiên âm) Tẩu biến cao sơn dữ tuấn nham, Na tri bình lộ cánh nan kham. Cao sơn lộ hổ chung vô dạng, Bình lộ phùng nhân khước bị giam. Dư nguyên đại biểu Việt Nam dân, Nghĩ đáo Trung Hoa kiến yếu nhân. Vô nại phong ba bình địa khởi, Tống dư nhập ngụ tác gia tân. Trung thành ngã bản vô tâm cứu, Khước bị hiềm nghi tố Hán gian. Xử thế nguyên lai phi dị dị, Nhi kim xử thế cánh nan nan. | Đường đời hiểm trở (Nam Trân dịch) Đi khắp đèo cao, khắp núi cao, Ngờ đâu đường phẳng lại lao đao! Núi cao gặp hổ mà vô sự, Đường phẳng gặp người bị tống lao?! Ta là đại biểu dân Việt Nam Tìm đến Trung Hoa để hội đàm Ai ngỡ đất bằng gây sóng gió, Phải làm "khách quý" ở nhà giam! Ta người ngay thẳng, lòng trong trắng, Lại bị tình nghi là Hán gian; Xử thế từ xưa không phải dễ, Mà nay, xử thế khó khăn hơn. |
| Tảo giải | | |
| 早解 一 一次雞啼夜未闌 群星擁月上秋山 征人已在征途上 迎面秋風陣陣寒 二 東方白色已成紅 幽暗殘餘早一空 暖氣包羅全宇宙 行人詩興忽加濃                                                                                 | Tảo giải (phiên âm) Nhất thứ kê đề dạ vị lan Quần tinh ủng nguyệt thướng thu san Chinh nhân dĩ tại chinh đồ thượng Nghênh diện thu phong trận trận hàn. Đông phương bạch sắc dĩ thành hồng U ám tàn dư tảo nhất không Noãn khí bao la toàn vũ trụ Hành nhân thi hứng hốt gia nồng. | Giải đi sớm (Nam Trân dịch) Gà gáy một lần đêm chửa tan Chòm sao nâng nguyệt vượt lên ngàn; Người đi cất bước trên đường thẳm, Rát mặt, đêm thu, trận gió hàn. Phương đông màu trắng chuyển sang hồng, Bóng tối đêm tàn, quét sạch không; Hơi ấm bao la trùm vũ trụ, Người đi, thi hứng bỗng thêm nồng. |
| Văn thung mễ thanh | | |
| 聞舂米聲 米被舂時很痛苦 既舂之後白如綿 人生在世也這樣 困難是你玉成天 | Văn thung mễ thanh (phiên âm) Mễ bị thung thì, hẩn thống khổ, Ký thung chi hậu, bạch như miên; Nhân sinh tại thế dã giá dạng, Khốn nạn thị nhĩ ngọc thành thiên. | Nghe tiếng giã gạo (Văn Trực, Văn Phụng dịch) Gạo đem vào giã bao đau đớn, Gạo giã xong rồi, trắng tựa bông; Sống ở trên đời người cũng vậy, Gian nan rèn luyện mới thành công. |